# George O. Gore II
George O. Gore II (Fort Washington, 15 de dezembro de 1982) é um ator norte-americano. É mais conhecido por interpretar Michael Kyle Jr. na série televisiva My Wife and Kids.

## Carreira
George atua desde os quatro anos, tendo feito sua estreia em um comercial do Burger King e rapidamente acumulado mais de vinte comerciais nacionais por empresas como Fisher-Price e IBM. Suas atuações em televisão incluem participações especiais em Law and Order e Touched by an Angel. Porém ele é mais conhecido por G, o filho do personagem de Malik Yoba, na aclamada série dramática New York Undercover, pela qual recebeu três nomeações ao NAACP Image Award.
Gore pretendia estudar economia, mas seus planos mudaram quando ele conseguiu o papel de Junior, no seriado My Wife and Kids.
Ele já dirigiu alguns episódios de My Wife and Kids. Ele cita Ron Howard como um de seus principais modelos. George ainda dublou a voz de D-Roc no filme dos irmãos Wayans, Thugaboo: Sneaker, e em sua sequência, Thugaboo: Christmas Special.

## Filmografia

### Televisão
| Ano       | Título                   | Personagem       | Notas           |
| --------- | ------------------------ | ---------------- | --------------- |
| 2013      | Second Generation Wayans | Ele mesmo        | Participação    |
| 2001-2005 | My Wife and Kids         | Michael Kyle Jr. | Papel principal |
| 2001      | The Nightmare Room       | Frederick Goal   |                 |
| 1998      | Touched by an Angel      | Tyler            |                 |
| 1996      | Law & Order              | Clayton Doyle    |                 |
| 1994-1998 | New York Undercover      | G Williams       | Papel principal |

### Cinema
| Ano  | Título                  | Personagem    | Notas |
| ---- | ----------------------- | ------------- | ----- |
| 2009 | Ela Dança Com Meu Ganso | Ray           |       |
| 1999 | Pedaços de Uma Vida     | Billy         |       |
| 1997 | O Advogado do Diabo     | Boy in Harlem |       |
| 1996 | Eddie                   | Malik Jones   |       |
| 1992 | Juice                   | Brian Powell  |       |

### Episódios Dirigidos
| Ano  | Título           | Episódio            |
| ---- | ---------------- | ------------------- |
| 2005 | My Wife and Kids | Michael Joins a Gym |
| 2004 | My Wife and Kids | Outbreak Monkey     |